# Феофитин
Феофитин — химическое соединение, служащее одним из первых акцепторов электрона в цепи переноса электронов в реакционном центре (РЦ ) фотосистемы II (ФСII) у растений, и в реакционном центре (РЦ) пурпурных бактерий. Как в реакционном центре ФСII (первичный донор электронов Р680), так и бактерий (P870), возбуждённые электроны передаются от воды на феофитин, который затем передаёт их хинону (QA). В целом механизмы, функции и задачи молекулы феофитина аналогичны друг другу в обеих транспортных цепях.

## Химическая структура
Биохимически феофитин — это молекула хлорофилла с недостающим ионом Mg2+. Он может образовываться из хлорофилла, при обработке последнего слабой кислотой и представляет собой тёмно-голубоватый воскоподобный пигмент. Вероятная этимология происходит от этого описания: pheo значит тёмный, а phyto значит растительный.

## История открытия
В 1977 году учёные Клеваник, Климов и Шувалов провели серию экспериментов, с целью доказать, что именно феофитин, а не пластохинон, служит первоначальным переносчиком электронов в фотосистеме II. Использовав несколько методов, включая электронный парамагнитный резонанс, они пришли к выводу, что феофитин способен к восстановлению и, следовательно, является переносчиком электронов между P680 и пластохиноном . Это открытие было встречено шквалом протестов, поскольку многие считали феофитин продуктом распада хлорофилла. Тем не менее, дальнейшие проверки выявили и доказали, что феофитин действительно первый переносчик электронов в ФСII и далее передаёт их пластохинону . В ходе исследований была получена следующая информация:
1. Фото-восстановление феофитина наблюдалось в различных смесях, содержащих реакционные центры ФС II.
2. Количество феофитина прямо пропорционально количеству реакционных центров ФС II.
3. Фото-восстановление феофитина происходит при температурах на уровне около 100 Kельвинов, и наблюдается после восстановления пластохинона.
4. Перенос электрона от Р680* на Фео происходит за время от 3 до 20 псек.
5. Восстановленный Фео- передает свой электрон на пластохинон за 200 псек.

Все эти наблюдения характеризуют фото-преобразования компонентов реакционного центра.

## Реакции в пурпурных бактериях
Бактериофеофитин (BPheo) — один из первых акцепторов  электрона в реакционном центре (РЦ P870) пурпурных бактерий. Впервые его участие в работе РЦ было установлено в статье Шувалова и Климова в 1976 г.  Участие ВРhео в этом процессе можно условно разбить на 5 основных стадий. Первая стадия это возбуждение димера бактериохлорофиллов (BChl)2 или специальной пары ВChl.
- (BChl)2 + 1 экситон→ (BChl)2* (возбуждение)

Вторая стадия включает передачу электрона от (BChl)2   бактериофеофитину, который становится отрицательно заряженным радикалом, а пара (BChl)2 — положительно заряженным радикалом, те. происходит разделение зарядов.
- (BChl)2* + BPheo → ·(BChl)2+ + ·BPheo- (разделение зарядов)

Третья стадия это быстрый перенос электронов на прочно связанный убихинон, QA, который отдаёт их второму, убихинону QB. Два электрона превращают QB, в дважды восстановленную форму (QBH2).
- 2BPheo- + 2H+ + QB → 2BPheo + QBH2 (восстановление хинона)

Четвертая и последняя стадия заключается в заполнении электронной «дырки» в специальной паре   (BChl)2+ электронами гема цитохрома c. Таким образом, (BChl)2+ восстанавливается, и цикл замыкается, что позволяет происходить последующим реакциям, вновь начинающим цикл.

## Функции феофитина в фотосистеме II
В фотосистеме II феофитин выполняет схожие функции: он снова является первым переносчиком электронов фотосистемы. После возбуждения P680 (P680*), происходит передача электрона феофитину, который превращается в отрицательно заряженный радикал. Отрицательно заряженный феофитин передаёт электроны двум молекулам пластохинонов. В конечном счёте, электроны поступают на цитохром b6f и покидают фотосистему II. Реакции, описанные разделом выше касательно пурпурных бактерий, могут дать общую картину фактического движение электронов через феофитин и фотосистему. Общая схема такова:
1. Возбуждение
2. Разделение заряда
3. Восстановление пластохинона
4. Восстановление субстрата (хлорофилла)

## Связь с приготовлением продуктов
В западной культуре ярко-зелёные овощи считаются более привлекательными, чем более тёмные овощи оливкового цвета. Наличие нежелательного цвета вызвано присутствием феофитина, который может образовываться при приготовлении в кислой среде или продолжительной готовке. Для сохранения яркости, необходимо использовать методы приготовления овощей, которые сведут к минимуму образование феофитина, например, приготовление пищи в открытой посуде обеспечит выход летучих кислот и сократит время приготовления, способствуя сохранению зелёного цвета.